# Chrysops latifasciatus
Chrysops latifasciatus är en tvåvingeart som beskrevs av Luigi Bellardi 1859. Chrysops latifasciatus ingår i släktet Chrysops och familjen bromsar. Inga underarter finns listade i Catalogue of Life.